# Тополь Максимовича
Тополь Максимовича (лат. Populus maximowiczii) — вид деревьев рода Тополь (Populus) семейства Ивовые (Salicaceae). Назван в честь Карла Ивановича Максимовича (1827—1891), российского ботаника, академика Императорской Санкт-Петербургской Академии Наук, исследователя флоры Дальнего Востока и Японии. Древесину тополя Максимовича используют для построек, в строительстве кораблей и изготавливания спичечных соломок.

## Ботаническое описание
Дерево высотой до 30—35 м и шириной до 60—70, редко — до 90— 100 см в диаметре ствола. Стволы обычно прямые, полнодревесные, в древостоях — высоко очищенные от сучьев. Корневая система с недоразвитым стержневым корнем и обильными крупными поверхностными корнями. На неглубоких почвах ветровальна. Кора смолоду серо-зелёная, гладкая, на старых стволах и в нижней их части — тёмно-серая, толстая, продольно-трещиноватая. Кроны — рыхлые, ажурные, в молодом возрасте узкие, позже — яйцевидно-округлые. Почки мелкие, заостренные, буроватые. Листья округлые, по краю с тупыми зубцами, на молодых побегах — острые к вершине. Черешки длинные, сплюснутые — посередине, отчего листья колышутся при малейшем ветре. Листья порослевых побегов очень крупные, треугольно-яйцевидные, с сердцевидным основанием и заостренной верхушкой.
Двудомное растение, мужские экземпляры встречаются чаще. Женские серёжки зеленоватые, мужские —  красновато-пурпурные. Цветёт до распускания листьев. Плоды — коробочки, собранные в серёжку, созревают через 25—35 дней после цветения. Из раскрывшихся коробочек вылетают 3—15 семян с волосистым хохолком. Семена теряют всхожесть через 2—3 месяца, а в благоприятных условиях всходят через 2—3 дня. Всходы не страдают от заморозков, но чувствительны к сухости почвы.

## Распространение и экология
Распространён в Приморье, на юге Хабаровском края, Сахалине и на Итурупе (Курилы), в Японии на острове Хоккайдо, прилегающие к Приморью районы Китая, в северных районах КНДР.
Растёт по берегам горных рек и ручьев, одиночно или группами, на галечниках образует иногда чистые тополёвники или тополево-чозенники. На склонах гор чаще встречается одиночными деревьями. В Приморье поднимается в горы выше тополя корейского и достигает местами 800—900 м над уровнем моря.
Светолюбив, растёт быстро, образует обильные корневые отпрыски. Легко разводится семенами, корневыми отпрысками, черенками и кольями. Используется для озеленения, но к концу лета листья начинают буреть, покрываются пятнами и рано опадают.
В коре и древесине тополя Максимовича могут развиваться личинки реликтового дровосека, самого большого жука-усача России.
В Хабаровском крае тополя Максимовича изредка поражает трутовик плоский (Ganoderma applanatum). Мёртвую древесину разрушают жёстковолосистый и зонально-полосатый стереумы, табачная гименохета, трутовик настоящий (Fomes fomentarius) и трутовик плоский (Ganoderma applanatum), церрена одноцветная и схицофиллум обыкновенный. В южной части Приморья нижнюю часть стволов растущих деревьев иногда поражает кленовый и плоский трутовики, а также чешуйчатка обыкновенная. Разрушают древесину сухостойных и валежных деревьев в тополёвниках Приморского края трутовики Трога, настоящий, плоский, горбатый и трутовик окаймлённый (Fomitopsis pinicola), лензит японский, схицофиллум обыкновенный.

## Химический состав
Листья летом довольно богаты протеином и содержат относительно немного клетчатки.
| Дата взятия образца | Вода, % | % от абсолютно сухого вещества | % от абсолютно сухого вещества | % от абсолютно сухого вещества | % от абсолютно сухого вещества | % от абсолютно сухого вещества |
| Дата взятия образца | Вода, % | Золы                           | Протеина                       | Жира                           | Клетчатки                      | БЭВ                            |
| ------------------- | ------- | ------------------------------ | ------------------------------ | ------------------------------ | ------------------------------ | ------------------------------ |
| 8 июня              | 11,5    | 5,8                            | 12,4                           | 3,9                            | 19,0                           | 58,9                           |
| 22 августа          | 11,7    | 10,7                           | 16,2                           | 3,2                            | 19,7                           | 50,2                           |
| 15 сентября         | 11,8    | 12,7                           | 8,3                            | 3,4                            | 21,4                           | 54,2                           |

## Значение и применение
Древесина ценное сырье для фанерного и спичечного производства. Может применяться в самолётостроении, как заменитель липы.
Подрост и молодые побеги поедаются до поздней осени крупным рогатым скотом, особенно в бедных кормами местах. Поедание дикими животными не отмечено. Листья в Маньчжурии употреблялись в пищу.